# 重症急性呼吸器症候群
重症急性呼吸器症候群（じゅうしょう きゅうせい こきゅうき しょうこうぐん、英: Severe acute respiratory syndrome; SARS〈サーズ〉）は、SARSコロナウイルス (SARS-CoV-1) によって引き起こされるウイルス性の呼吸器疾患である。動物起源の人獣共通感染症と考えられている。ウイルス特定までは、その症状などから、新型肺炎（しんがたはいえん）、非定型肺炎（ひていけいはいえん、英: Atypical Pneumonia）などの呼称が用いられた。
2002年11月から2003年7月にかけて、中華人民共和国南部を中心に起きたアウトブレイクでは、広東省や香港を中心に8,096人が感染し、37ヶ国で774人が死亡した（致命率9.6%/WHO発表）（なお、世界30ヶ国8,422人が感染、916人が死亡〈致命率11%〉とする報告もある）。このアウトブレイク終息後は、封じ込め宣言後いくつかの散発例があったが、現在に至るまで、新規感染報告例は無い。
現在の症例定義は、「38度以上の高熱及び咳、呼吸困難、息切れのいずれかの症状」「レントゲン検査において肺炎の症状」を呈し、この原因が不明で、ウイルス検査で陽性となった者とされている。また水様性下痢を呈する例も存在する。感染経路としては飛沫感染や接触感染が考えられている。

## 兆候と症状
最初の症状はインフルエンザ様で、発熱、筋肉痛、無気力状態 (Lethargy) 、咳嗽、咽頭痛、その他非特異的症状が見られる。全患者に見られるのは38 °C (100 °F)以上の発熱だが、始まるまでには2〜7日の潜伏期間が存在する。この病気では粘膜病変を伴わず、咳嗽は乾性咳である。SARSでは呼吸困難や肺炎、またはその両方が見られることがあるが、これは一次的なウイルス性肺炎、また細菌性肺炎双方の可能性が考えられる。発熱に伴う肺病変は間質性肺炎であるが、これにはウイルスが誘導する免疫・サイトカインの関与が考えられている。喀痰には10億コピー/mLのウイルスが排出されるとされ、この状態では感染性が非常に高い。またウイルス血症も起こしうる。
最重症例では、免疫反応によって、サイトカイン・ストームを引き起こすことがある。
消化管感染も示唆されており、糞便中にウイルスが数多く排出されるほか、10%の症例では水様性下痢が確認される。

## 診断

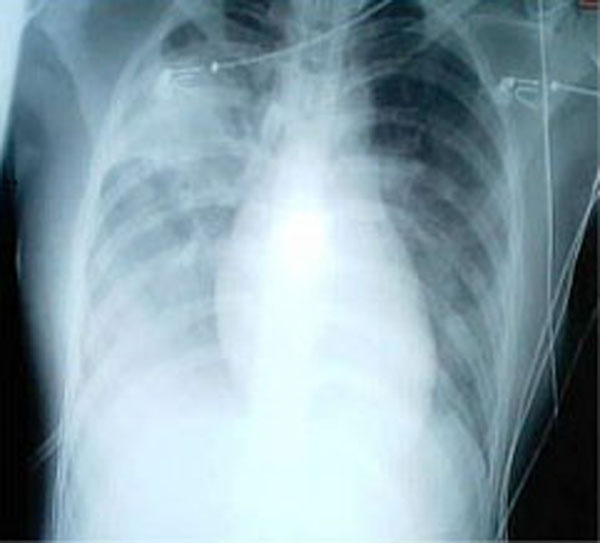
SARS患者の胸部X線写真（CDC提供）。両肺野に不透明な領域が増え、肺炎を示唆する

2003年のアウトブレイク時、SARS感染は次のような患者で疑われた。
- 38 °C (100 °F)以上の発熱、その他の症状（咳や呼吸困難）を呈している。そして、
- 以下の2条件のどちらかを満たす。

1. 10日以内に、SARS診断を受けた人物と濃厚接触している[注釈 1]。
2. 世界保健機関 (WHO) の発表で現在流行が起きているとされている地域に、渡航歴がある（2003年5月10日現在では、中国の一部、香港、シンガポール、カナダ・オンタリオ州ジェラルドトン（英語版））。

現在の症例定義では、渡航歴は問わず、「38度以上の高熱及び咳、呼吸困難、息切れのいずれかの症状」「レントゲン検査において肺炎の症状」を呈し、この原因が不明で、ウイルス検査で陽性となった者とされている。
感染の疑いが濃厚な患者では、胸部X線写真で非定型肺炎や急性呼吸窮迫症候群などの症状、またはコロナウイルス検査での陽性所見が見られる。WHOでは、感染の疑いが「濃厚」（英: probable）だが胸部X線写真で特徴的な症状が見られず、またELISAや免疫蛍光抗体法、PCR法などのテストで陽性となった患者について、"laboratory confirmed SARS" とのカテゴリを設けた。胸部X線写真については、SARS患者でも像がまちまちであるが、一般的にまだらに浸潤するような不自然な像が見られることが多い。初期ではX線写真で気道炎症所見を認めない。臨床症状はインフルエンザやマイコプラズマ肺炎に類似しており、症状のみでの鑑別は難しい。
確定診断にはウイルス分離、核酸検出、中和抗体の上昇などが決め手となるほか、迅速診断には咽頭ぬぐい液からのRT-PCR法・LAMP法などが用いられる。

## 予防
SARSのワクチンは研究段階である（→#治療）。治療法は確立していないが、2002年の中華人民共和国でのアウトブレイク時の教訓から、一般的な感染防止策の徹底が二次感染防止に有用であることが示されている。また感染経路としては、飛沫感染と直接・間接的な接触感染が想定されている。
SARSコロナウイルスは環境中で安定であり、中国政府対策本部からの発表によれば、紙・木などの環境中で3日間、痰や糞便中で約5日間、血液中で15日間生存するという（従来知られていたコロナウイルスでは、環境中で3時間）:表38-18。また消毒用アルコールや漂白剤、界面活性剤での消毒で失活する。隔離と検疫がSARS予防に重要である。他にも次のような予防法が存在する。
- 手洗い、うがい
- 接触感染を媒介しうる物 (Fomite) 表面の消毒
- サージカルマスクの着用
- 体液の接触を避ける
- SARS感染者の私物を、熱した石鹸水で洗浄する（フォーク・スプーン類や皿などの食器類、寝具など）[20]
- 症状を呈した子供の出席停止措置

院内感染対策として、サージカルマスクや使い捨てガウンが有効である。

## 治療

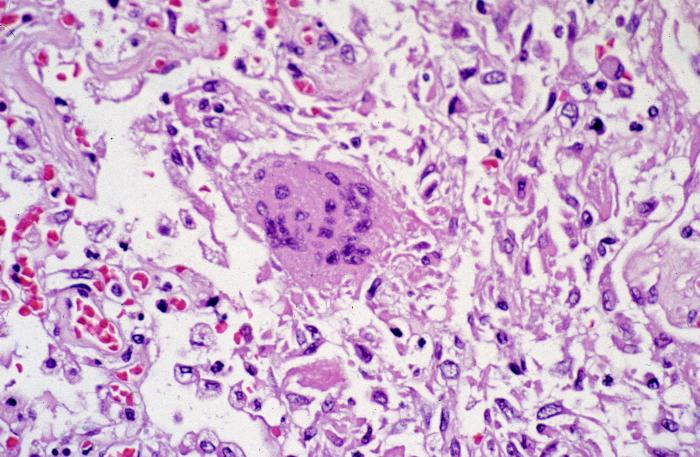
SARSコロナウイルスに感染した肺組織の写真。肺胞組織が破壊され、中央に多核巨細胞が出現している

SARSは、SARSコロナウイルスによるウイルス性疾患であるため、抗生物質は無効である。先のSARSアウトブレイク時には、この性質を逆手に用い、抗菌薬が無効であることからマイコプラズマ肺炎を否定し、その上で間質性肺炎・肺線維症を防ぐためのステロイド投与・リバビリン治療が行われた。但し、リバビリンは細胞培養レベルでは有効でなく、グリチルリチン（甘草の成分）が有効であるとの報告がある。
また治療法は確立しておらず、対症療法として解熱薬、必要に応じた酸素吸入・人工呼吸などが用いられる。SARS患者は陰圧室に入院させる必要があるが、この際看護する側も完璧な防護をした上で、患者との不必要な接触を避けることが肝要である。
人に対し安全性・有効性の両方が確認されているワクチンは、治療用・予防用どちらでも存在しない（但し、実験動物レベルでは存在する）。生物学的治療法の発見・開発・生産を行うNPOのMassBiologicsは、アメリカ国立衛生研究所 (NIH) やアメリカ疾病予防管理センター (CDC) の研究者と協力し、動物モデルで効果があったモノクローナル抗体を用いた療法の開発を行っている。またウイルス表面のスパイクタンパク質をターゲットにしたワクチン、レセプタータンパクの拮抗薬、遺伝子の一部を欠いた弱毒化ウイルスの利用も検討されている。

## 予後
SARSからの回復者について中国で出された報告書では、重症の後遺症が長時間続くことが示されている。最も典型的な症状は、肺線維症、骨粗鬆症、阻血性骨壊死で、どれも就業や自己介護の妨げとなり得る症状である。SARSでは間質性肺炎に引き続く肺線維症が報告されているが、これを防ぐため、ステロイド系抗炎症薬の投与が行われた。骨粗鬆症や骨壊死は、このステロイド剤の副作用として知られるものでもある。隔離収容の結果、SARSからの回復後に心的外傷後ストレス障害 (PTSD) や大うつ病性障害を発症した例も報告されている。

## 病原体

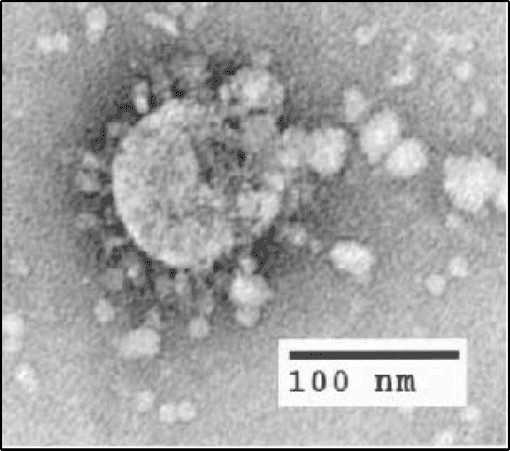
コロナウイルスの電子顕微鏡写真

SARSの原因病原体・SARSコロナウイルスは、コロナウイルス科オルトコロナウイルス亜科ベータコロナウイルス属に分類され、同じ属には中東呼吸器症候群を引き起こすMERSコロナウイルスが含まれる。コロナウイルスはエンベロープを持つ1本鎖RNAウイルスで、ゲノムRNAはmRNAと同じ配列のプラス鎖である。また、コロナウイルスは呼吸器・消化器の上皮細胞に親和性を持つが、SARSコロナウイルスでは呼吸器や消化管などに発現しているアンジオテンシン変換酵素のACE2が感染のレセプタータンパクとなる。SARSコロナウイルスはベロ細胞（Vero E6細胞）などで細胞培養できる。RNAウイルスではあるが、ゲノム変異はヒト免疫不全ウイルス (HIV) ほど大きなものではなく、比較的安定だと報告されている。また、環境中でも比較的安定であるが（→#予防）、エンベロープを持つため、エーテルやクロロホルムに感受性がある。このウイルスはコウモリ・ヒトに感染するが、MERSコロナウイルスも同じくコウモリに感染するほか、コロナウイルスの分類では、コウモリコロナウイルスもこの2種と同じグループ2bに含まれる。
ウイルスの特定
当初、中国衛生局はクラミジア、香港大学は麻疹ウイルスやRSウイルスと同じパラミクソウイルスを原因病原体として発表していた。
CDCとカナダ国立微生物研究所は、2003年4月にSARSウイルスのゲノムを特定した。エラスムス・ロッテルダム大学の研究者たちは、SARSコロナウイルスでコッホの原則が成り立つことを突き止めた。マカク属（カニクイザル）へのウイルス感染で、SARS患者と同様の症状（具体的には鼻腔・咽頭・糞便からのウイルス分離と間質性肺炎）が発生することが実験的に証明されている。
2003年5月下旬、最初の症例が出た中国広東省の地元市場で、食用野生動物を用いた研究調査が行われた。この結果、ハクビシンからSARSコロナウイルスが単離されたが、ハクビシンは固有宿主ではなく、ヒトへの感染のキーとなる中間宿主だと推定された。
中間結果では、SARSコロナウイルスはパームシベットからヒトへ、種の壁を越えた異種伝播をするとされ、広東省だけで1万頭以上が駆除された。この対応に関しては、パームシベット・ハクビシンをスケープゴートにしたとの批判もある。またシンガポールでは野良猫の駆除が行われた。ウイルスは、タヌキ、イタチアナグマ（流行地にはシナイタチアナグマが棲息）、イエネコなどからも単離された。
2005年には、中国のコウモリから多数のSARS様コロナウイルスが発見されたと報告された。これらのウイルスの系統学的解析から、SARSコロナウイルスはコウモリ由来の可能性が高いとされ、コウモリから直接人間に感染したか、中国の市場で販売されていた食用コウモリをはじめとした食用動物を介して人間に広まったと推測された。コウモリは感染しても不顕性感染となるが、SARS様コロナウイルスのリザーバーになっていると推測されている。
2006年遅く、香港大学CDC (Chinese Centre for Disease Control and Prevention of Hong Kong University）、広州市疾病予防コントロールセンター（広州市CDC）は、パームシベット（ハクビシン）とヒトから単離されたSARSコロナウイルスの遺伝的系譜を作成し、このウイルス感染症が宿主ジャンプしたことを証明した。

## 罹患数
SARSは新興感染症のひとつであり、大流行した2003年の患者数は8,273人と比較的まれな疾患である。このアウトブレイク時の罹患数は、世界保健機関 (WHO) の報告によると、香港を中心に8,096人が感染し、37ヶ国で774人が死亡したとされている（致命率9.6%、内訳は下記）。また最終的な罹患数は、世界30ヶ国の8,422人が感染、916人が死亡（致命率11%）とされている。

## 感染拡大から終息まで

### 中国南部でのアウトブレイク
2002年11月に、中華人民共和国広東省で最初のSARS症例が報告され、同月に同省で流行が発生した。最初の患者は広東省仏山市順徳区出身で、地元の村の管理責任者も務めていた農家の男性で、仏山市の第一人民医院（英: The First People's Hospital）で治療を受けた。この男性の疾患原因特定は行われなかった。感染制御に多少動いたものの、中国政府は、2003年2月までこの感染症の発生をWHOに公式報告しなかった。この情報公開の遅れが感染症対策の遅れに繋がり、結果として中国政府は国際的に多くの批判を受けることとなった。
アウトブレイクが最初に起きたのは2002年11月27日で、WHOのGOARNの一角を成す、カナダのグローバル・パブリック・ヘルス・インテリジェンス・ネットワーク (GPHIN) が、インターネット・メディアの監視を通じ、中国で「インフルエンザの流行」（英: "flu outbreak"）が発生していることを突き止め、そのままWHOに報告した。現在GPHINでは、アラビア語・中国語・英語・フランス語・ロシア語・スペイン語への翻訳に対応しているが、当時は英語・フランス語のみの対応だった。アウトブレイクに関する最初の報告は中国語文献だったため、英語でのレポートは2003年1月21日になってようやく作成された。
この報告を受け、WHOは中国当局に対し、2002年12月5日・11日に照会を行った。それまでの感染症アウトブレイクでは対応ネットワークが上手く機能していたものの、中国からのメディア報告がアウトブレイク発生から数ヶ月後にずれ込んだため、情報共有が遅れる元となった。第2回目のアラート発令後、WHOは病名、症例定義と共に、慎重な注意と封じ込め方法を共有するため、協調した世界的なアウトブレイク対応ネットワークの構築を発表した (Heymann, 2003)。WHOが対策を開始した時までに、世界中で死者は500人以上、加えて2,000人程度の感染者が発生していた。
4月上旬、蒋彦永が中国での脅威を報告した後、公式方針の転換があり、SARSはメディアでより大きく取り上げられるようになった。これにはアメリカ人のジェームズ・アール・ソールズベリー（英: James Earl Salisbury）の死が直接関わっていたとされる。これとほぼ同じ頃、蒋彦永は北京の軍事病院で症例数が過少報告されていたことを告発した。猛烈な追及の後、中国当局はWHOなど国際当局の現地調査を認めることになった。この調査により、地方分権化の拡大、繁文縟礼、不十分なコミュニケーションなど、成長過程にあった中国の保健政策を悩ます諸問題が明らかになった。
また、SARS予防策が広く知られておらず、流行地では看護や汚染物運搬の過程で、多くの医療スタッフが感染の危機に晒されたり、最悪の場合死に至ったりした。

### 世界への感染拡大
流行に一般の関心が向いたのは、2003年2月に、中国に渡航したアメリカ人ビジネスマンが、シンガポールへの飛行中に肺炎様の症状を呈した一件からだった。飛行機はベトナム・ハノイに立ち寄り、このビジネスマンはハノイ・フレンチ・ホスピタルに搬送され、転院先の香港で死亡した。一般的なプロトコルで看護を行ったにもかかわらず、この男性から複数の医療スタッフへ二次感染が起きた。イタリア人医師のカルロ・ウルバニは感染危機に気づき、WHOとベトナム政府の連携を要請して感染拡大阻止に尽力したが、その後自身もSARSに罹患して死亡した。
症状の重症度と、病院スタッフへの院内感染は国際保健当局に危機感を持って捉えられ、当局は肺炎感染症の拡大を危惧した。2003年3月12日、WHOはグローバル・アラートを発令し、アメリカ疾病予防管理センター (CDC) もこれに続いてアラートを発表した。WHOは続く3月15日に、広東省・香港への渡航自粛勧告を出す異例の措置を取った。SARS感染拡大は、トロント、オタワ、サンフランシスコ、ウランバートル、マニラ、シンガポール、台湾、ハノイ、香港で見られ、中国国内では広東省、吉林省、河北省、湖北省、陝西省、江蘇省、山西省、天津市、内モンゴル自治区などに拡大した。この際、WHO西太平洋事務局の責任者として、押谷仁が陣頭指揮に当たった（その後、2005年に東北大学教授就任）。

#### 香港

香港、メトロポール・ホテル9階の見取り図。この階に宿泊し、後に死亡した男性がスーパー・スプレッダーと考えられている

香港では、2003年3月29日に病院から患者集団の発生が報告され、これが当地初のコホートとなった。2月に香港へ到着した中国の医師がインデックス・ケースになったと考えられ、九龍にあったメトロポール・ホテル（英: The Metropole Hotel）の9階に宿泊し、16人の宿泊客に感染を広げた（医師はその後死亡し、SARSによる初の死者だと推定されている）。ここで感染した宿泊客は、香港国際空港から旅客機で、カナダ・シンガポール・台湾・ベトナムなどに向かい、到着先で感染をさらに拡大させた。香港での流行は世界的流行の一助となったが、背景にはこの医師のようなスーパー・スプレッダーの存在があった。

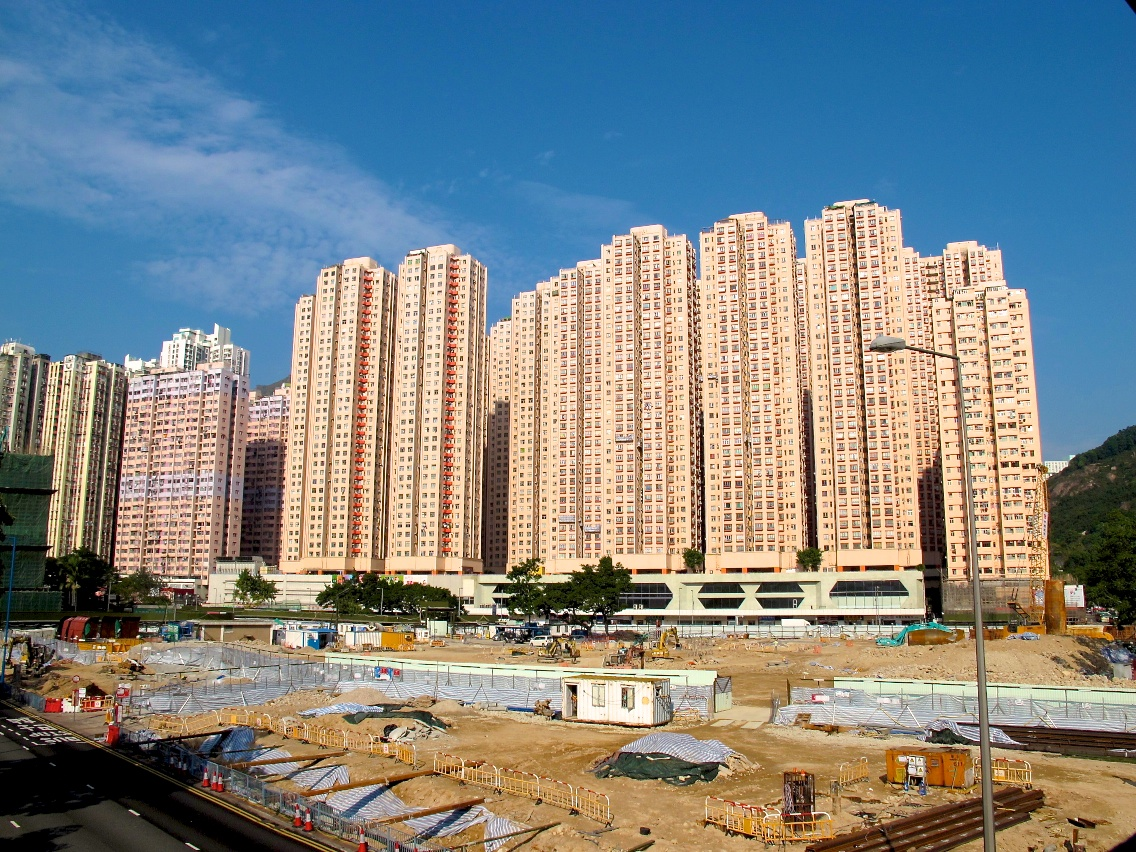
香港第2の流行が起きたアモイ・ガーデンズの外観

香港では、クイーン・メアリー病院（英: Queen Mary Hospital）、プリンス・オブ・ウェールズ病院（英: Prince of Wales Hospital）という2つの病院が流行発生の中心地となった。この病院での流行後、アモイ・ガーデンズと呼ばれる高層マンション群でも集団感染が発生した。この流行のインデックス・ケースは、プリンス・オブ・ウェールズ病院で慢性腎臓病の治療を受けており、アモイ・ガーデンズに弟を訪ねて行った男性と推定されている。トイレ排水システムを通じてウイルスを含んだエアロゾルが浮遊し、これが感染拡大の一助になったと考えられているほか、齧歯類やゴキブリの関与も示唆されている。香港市民は、市民への情報提供が遅すぎるのではないかと心配し、sosick.org と呼ばれるウェブサイトを立ち上げて、SARSに関する情報を随時発表するよう香港政府への働きかけを強めていった。

#### トロント
カナダ・トロントでのSARS初報告は、2003年2月23日のことである。メトロポール・ホテルに宿泊し、香港旅行から帰国した女性に始まり、オンタリオ州の257人がウイルスに感染した。トロントでのアウトブレイクには2つの流れがあり、第2波では、トロントの大病院内で、偶発的なウイルス暴露を受けた患者・見舞客・スタッフ間にSARSが拡大した。WHOは2003年6月末に、トロントをSARS流行地から外した。
カナダ政府公式の反応は、アウトブレイク発生後数年に渡って広く批判され続けた。オンタリオ州の SARS Scientific Advisory Committee（SARSに対する科学的助言委員会）の副委員長だったブライアン・シュワルツ（英: Brian Schwartz）は、公衆衛生当局の準備と、アウトブレイク時の緊急対応に対し、「ごくごく基本的で、よくても最小限と言ったところ」（英: “very, very basic and minimal at best”）と回想している。当時の対応を批判する人々は、お粗末な概要のまま施行された医療関係者保護用のプロトコルと、ウイルス感染が拡大している時に必要な、感染者洗い出しシステムの欠陥について指摘する。SARSアウトブレイクに対する恐れと不確かな情報のせいで、暴露リスクを取るくらいならと医療スタッフが辞職していき、結果として当該地区ではスタッフ不足に悩まされることになった。

#### 社会の反応
感染した野生動物を食べてウイルス感染することへの恐れから、中国南部や香港では、公的な取引禁止や、食肉市場での取引減少などの動きが見られた。中国では、美食の街として知られ、多くの動物種を食肉として扱う広東の伝統が、SARSアウトブレイクを起こした重要な原因のひとつと指摘されることが多い。
トロントに住むアジア人たちは、トロントでSARSアウトブレイクが発生した際、少数民族として差別を受けた。地元の擁護団体は、アジア人たちが、地元住民やタクシードライバーに無視されたり、公共交通機関の利用を避けたりしたと報告している。ボストンやニューヨーク市では、エイプリルフールの悪ふざけとして噂が回り、中華街に経済的損失をもたらした。
WHOの渡航自粛勧告もあり、世界的に流行地への渡航を控える傾向が見られ、これらの地域の観光業や航空業は大きなダメージを受けた。
SARS陰謀論
また、この病気はアジア人、特に中国人を標的として意図的に流行させられたものだとするSARS陰謀論も出た。

#### 日本での対応
中国での流行を受けて、厚生労働省は2003年4月3日に、SARSを感染症の予防及び感染症の患者に対する医療に関する法律（感染症法）の「新感染症」に指定した。その後4月7日に、WHO指針（厚生労働省から3月18日発表）に専門家の意見を加えた独自の管理指針を通達した。ウイルス特定後の同年7月14日に指定感染症となった後、感染症法の改正を受け、同年11月5日に第一類感染症となった。その後2007年4月1日の感染症法改正施行で、分類が見直されて第二類感染症へ変更された。
2003年5月には、観光旅行で来日して近畿地方を訪れた台湾人医師が、帰国後SARSコロナウイルス陽性と分かる一件があり、国立感染症研究所や大阪市保健所などが調査を行ったが、二次感染は確認されなかった。
日本では管理指針に示された「疑い例（Suspected case）」・「可能性例（Probable case）」が複数発生したが、他疾患の診断が付くなどしていずれも後に否定された。
またSARS感染患者搬送用の救急車や治療・入院を行う病院が整備された。2003年7月には日産自動車の関連会社である日産車体が京都府へ重症急性呼吸器症候群患者対応救急車の第1号車を寄贈したのを皮切りに、同様の車両が多くの自治体に導入されている。

### 封じ込めの成功

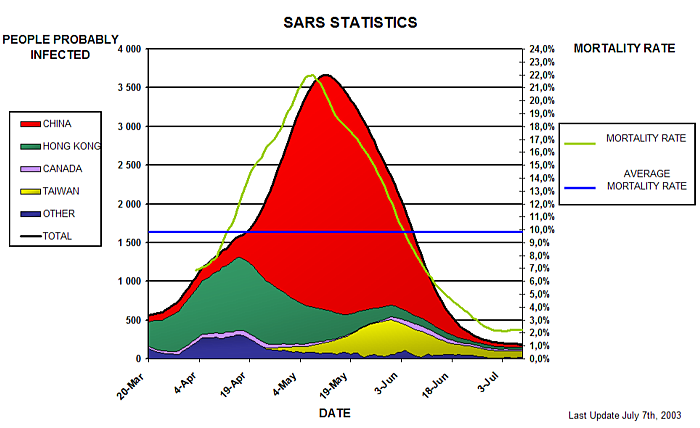
国・地域別に見た感染者数の推移（2003年3月から7月）。香港を中心とした流行の後、中国本土・カナダ・台湾での流行がこれに引き続いた

世界保健機関は、2003年7月5日にSARS封じ込め成功を発表した。
封じ込め成功後も、2003年12月と2004年1月、さらに同年4月から5月に、中国で3例のSARS散発例と、実験室での偶発的暴露で感染した3例が報告され、総勢14名が感染したことが分かっている。うち1件では、感染した看護師の女が、複数人に感染を広げたことが分かっている。
封じ込め成功の声明でWHOが示したように、研究者の安全確保が必要であり、SARSコロナウイルスの研究をする際には、活性ウイルスではBSL-3相当の施設が必要であり、不活化ウイルスではBSL-2の施設が望ましい。

## 研究事例
- リセプターの発見
  - SARS-CoV-1リセプターが発見されたことから、リセプター発現マウスなどの感受性動物が作成されれば、有効なワクチン、抗ウイルス剤の開発も期待できる可能性がある[113]。